# Вулкан (комуна)
Вулкан (рум. Vulcan) — комуна у повіті Брашов в Румунії. До складу комуни входять такі села (дані про населення за 2002 рік):
- Вулкан (3440 осіб) — адміністративний центр комуни
- Колонія 1 Май (825 осіб)

Комуна розташована на відстані 143 км на північ від Бухареста, 14 км на захід від Брашова.

## Населення
За даними перепису населення 2002 року у комуні проживали 5627 осіб.
Національний склад населення комуни:
| Національність | Кількість осіб | Відсоток |
| -------------- | -------------- | -------- |
| румуни         | 5481           | 97,4%    |
| німці          | 102            | 1,8%     |
| угорці         | 35             | 0,6%     |
| цигани         | 9              | 0,2%     |

Рідною мовою назвали:
| Мова      | Кількість осіб | Відсоток |
| --------- | -------------- | -------- |
| румунська | 5487           | 97,5%    |
| німецька  | 103            | 1,8%     |
| угорська  | 33             | 0,6%     |
| циганська | 4              | 0,1%     |

Склад населення комуни за віросповіданням:
| Релігія                                       | Кількість осіб | Відсоток |
| --------------------------------------------- | -------------- | -------- |
| православні                                   | 5065           | 90,0%    |
| п'ятдесятники                                 | 168            | 3,0%     |
| лютерани (Аугсбурзького сповідання)           | 106            | 1,9%     |
| бретрени                                      | 98             | 1,7%     |
| баптисти                                      | 73             | 1,3%     |
| адвентисти                                    | 38             | 0,7%     |
| римо-католики                                 | 22             | 0,4%     |
| греко-католики                                | 12             | 0,2%     |
| реформати                                     | 9              | 0,2%     |
| лютерани (Синодально-пресвітеріанська церква) | 6              | 0,1%     |
| унітарії                                      | 3              | 0,1%     |
| лютерани                                      | 2              | < 0,1%   |
| не релігійні                                  | 2              | < 0,1%   |
| мусульмани                                    | 1              | < 0,1%   |
| не вказали релігію                            | 5              | 0,1%     |